# Hüls
Hüls is een plaats en deelgemeente van Krefeld, gelegen in Noordrijn-Westfalen in Duitsland. Hüls hoort bij Krefeld sinds 1975. Tussen 1970 en 1975 hoorde het bij de stad Kempen, die slechts 6 km ten westen van Hüls ligt. Tot 1970 was Hüls een zelfstandige gemeente.
Hüls ligt aan de Uerdinger Linie en hoort bij het gebied van het Kleverlands dialect. De katholieke parochie Sint Cyriakus in Hüls is de op na twee na grootste in het bisdom Aken.
Hüls ligt 5 km ten noordwesten van het centrum van Krefeld-stad. Er is een tramverbinding met de binnenstad van Krefeld.

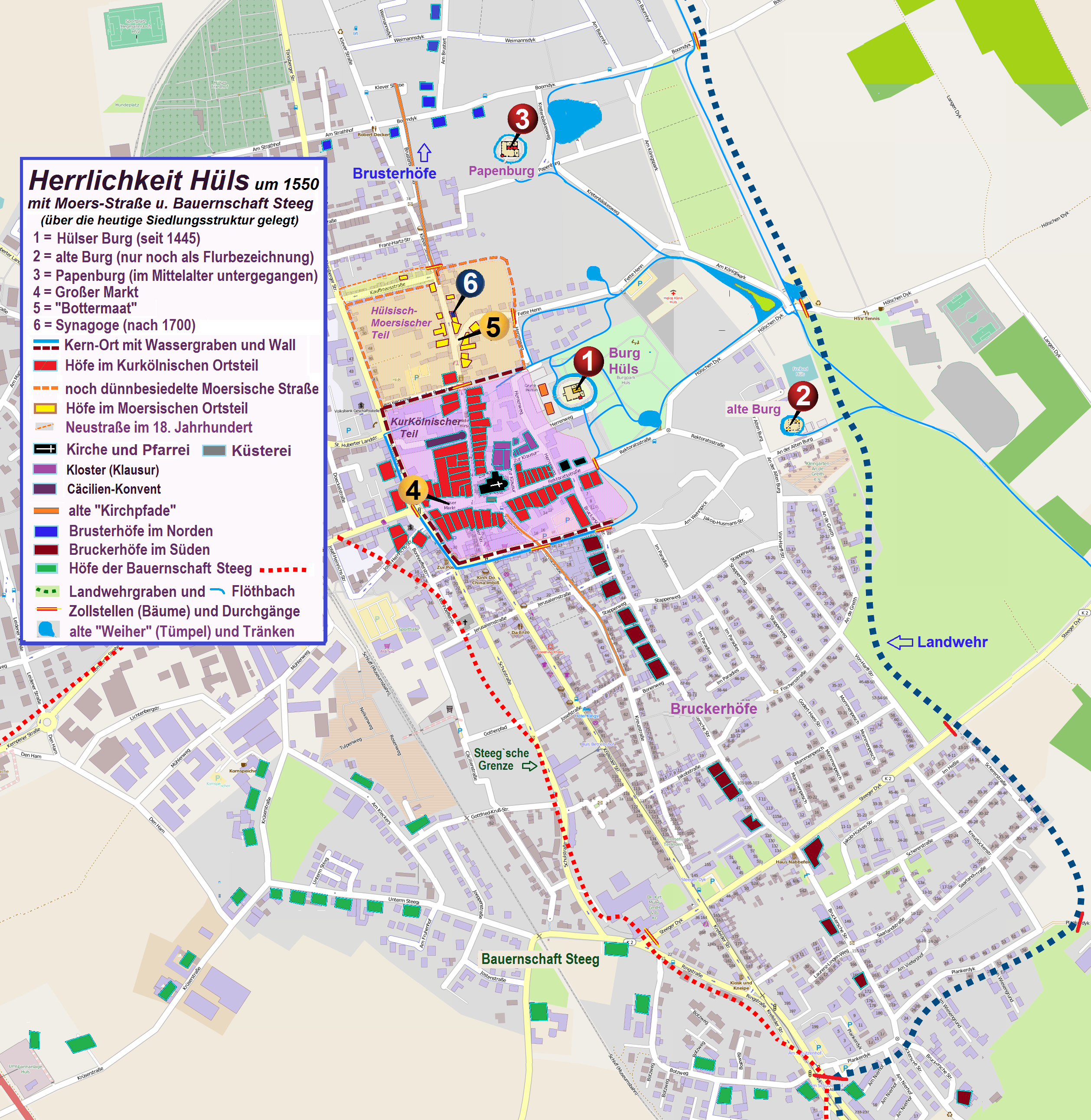
Kaart Heerlijkheid Hüls, 16e eeuw

De naam staat in relatie met een reeds sedert 1112 bestaande heerlijkheid met de naam Hüls, waarvan de naam vermoedelijk is afgeleid van de naam van de hulststruik. De eerste leenman van het Keurvorstendom Keulen uit dit ridderlijke geslacht heette Retherus de Holese. Een gedeelte van deze Heerlijkheid, waaronder een gebied in Hüls met de naam Hülsisch-Moersische Straße, zie kaart, kwam van 1412 tot 1707, tijdelijk in andere handen namelijk die van het Graafschap Meurs, en behoorde door vererving aan het Huis Oranje-Nassau de facto van circa 1648 tot 1707 tot Nederland. Het tot het Graafschap Meurs behorende gedeelte van Hüls was in de 16e en 17e eeuw een belangrijke wijkplaats voor wederdopers, calvinisten, joden en andere niet-katholieken, zo dicht bij Keulen. De aanwezigheid van deze protestantse enclave en van een grens midden in Hüls leidde echter ook tot godsdiensttwisten, waarbij geweld niet geschuwd werd.
In november 1583 vond binnen het kader van de Truchsessischer Krieg de Slag bij Hüls plaats. Deze werd weliswaar gewonnen door de, door Nederlanders gesteunde, troepen van de calvinistisch geworden aartsbisschop van Keulen, Gebhard Truchseß von Waldburg-Trauchburg, maar de lutherse vorsten elders in Duitsland steunden hem niet, zodat de oorlog uiteindelijk door de katholieke coalitie werd gewonnen. De nasleep van de slag in 1583 was, dat de protestanten het gebied Hülsisch-Moersische Straße, en de katholieken de rest van Hüls bezetten en behielden. Soldaten van beide partijen begingen, ook na de slag, gruwelijke misdaden tegen de burgerbevolking: plundering en roof, verkrachting, brandstichting enz.

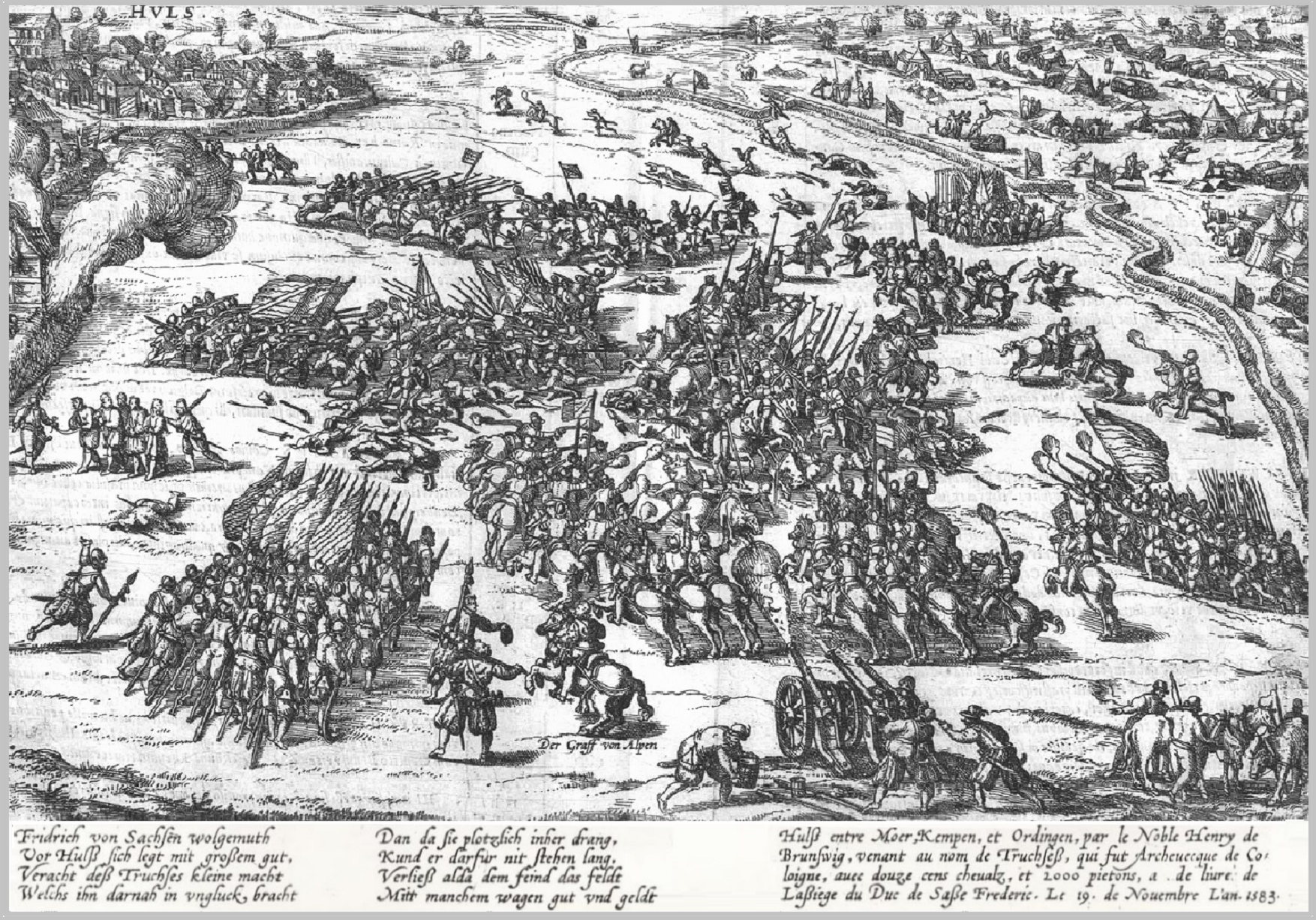
Slag bij Hüls (1583), prent uit de collectie Frans Hogenberg

## Niet te verwarren met
- Hüls, een stadje in Noordrijn-Westfalen in het Ruhrgebied, officieel een stadsdeel van Marl
- Hüls, een wijk in het stadsdeel Forst te Aken